# アルメン・バグダサロフ
アルメン・バグダサロフ（Armen Bagdasarov、1972年7月31日- ）は、ウズベキスタンのタシュケント出身の柔道選手。階級は86kg級～100kg級。身長190cm。

## 人物
1993年の世界選手権86kg級では準決勝で日本の中村佳央に大内刈で敗れるなどして5位だった。1996年アトランタオリンピックでは決勝まで進むものの、韓国の全己盈に背負投で敗れるが銀メダルを獲得した。アジア選手権では1996年と1999年に2度優勝を果たした。2000年シドニーオリンピックでは100kg級に出場するが、初戦で敗れた。
2014年現在はIJFスポーツ理事及びアジア柔道連盟理事を務めている。

## 主な戦績
86kg級での戦績
- 1992年 - ヨーロッパジュニア　3位
- 1993年 - 世界選手権　5位
- 1994年 - ロシア国際　優勝
- 1995年 - ロシア国際　優勝
- 1995年 - アジア選手権　3位
- 1996年 - アトランタオリンピック　2位
- 1996年 - アジア選手権　優勝
- 1996年 - 嘉納杯　3位

100kg級での戦績
- 1998年 - アジア大会　2位
- 1999年 - 嘉納杯　5位(90kg級)
- 1999年 - アジア選手権　優勝(90kg級)
- 1999年 - ユニバーシアード　2位(90kg級)
- 2000年 - フランス国際　3位
- 2000年 - アジア選手権　3位
- 2001年 - フランス国際　3位